# Lijst van voetbalinterlands Bangladesh - Cambodja
Deze lijst van voetbalinterlands is een overzicht van alle voetbalinterlands tussen de nationale teams van Bangladesh en Cambodja. De landen hebben tot op heden zes keer tegen elkaar gespeeld. De eerste ontmoeting, een groepswedstrijd tijdens de AFC Challenge Cup 2006, was op 1 april 2006 in Dhaka. Het laatste duel, een vriendschappelijke wedstrijd, vond plaats op 15 juni 2023 in Phnom Penh.

## Wedstrijden
| № | Plaats     | Datum             | Competitie                          | Wedstrijd             | Uitslag |
| - | ---------- | ----------------- | ----------------------------------- | --------------------- | ------- |
| 1 | Dhaka      | 1 april 2006      | AFC Challenge Cup 2006              | Bangladesh − Cambodja | 2 − 1   |
| 2 | New Delhi  | 22 augustus 2007  | Vriendschappelijk                   | Bangladesh − Cambodja | 1 − 1   |
| 3 | Dhaka      | 26 april 2009     | AFC Challenge Cup 2010 kwalificatie | Bangladesh − Cambodja | 1 − 0   |
| 4 | Phnom Penh | 9 maart 2019      | Vriendschappelijk                   | Cambodja − Bangladesh | 0 − 1   |
| 5 | Phnom Penh | 22 september 2022 | Vriendschappelijk                   | Cambodja − Bangladesh | 0 − 1   |
| 6 | Phnom Penh | 15 juni 2023      | Vriendschappelijk                   | Cambodja − Bangladesh | 0 − 1   |

## Samenvatting
| Competitie                     | Totaal gespeeld | Winst Bangladesh | Gelijk | Winst Cambodja | Doelsaldo Bangladesh – Cambodja |
| ------------------------------ | --------------- | ---------------- | ------ | -------------- | ------------------------------- |
| AFC Challenge Cup              | 1               | 1                | 0      | 0              | 2 − 1                           |
| AFC Challenge Cup-kwalificatie | 1               | 1                | 0      | 0              | 1 − 0                           |
| Vriendschappelijk              | 4               | 3                | 1      | 0              | 4 − 1                           |
| Totaal                         | 6               | 5                | 1      | 0              | 7 − 2                           |

Wedstrijden bepaald door strafschoppen worden, in lijn met de FIFA, als een gelijkspel gerekend.
BFF · Bengaals vrouwenelftal
Afghanistan ·
Algerije ·
Australië ·
Bahrein ·
Bhutan ·
Bosnië en Herzegovina ·
Burundi ·
Cambodja ·
China ·
Filipijnen ·
Guam ·
Hongkong ·
India ·
Indonesië ·
Iran ·
Japan ·
Jemen ·
Joegoslavië ·
Jordanië ·
Kirgizië ·
Koeweit ·
Laos ·
Libanon ·
Macau ·
Malawi ·
Malediven ·
Maleisië ·
Mongolië ·
Myanmar ·
Nepal ·
Noord-Korea ·
Oezbekistan ·
Oman ·
Pakistan ·
Palestina ·
Qatar ·
Saoedi-Arabië ·
Seychellen ·
Singapore ·
Soedan ·
Sri Lanka ·
Syrië ·
Tadzjikistan ·
Taiwan ·
Thailand ·
Turkmenistan ·
Verenigde Arabische Emiraten ·
Vietnam ·
Zuid-Korea ·
Zuid-Vietnam
FFC · Cambodjaans vrouwenelftal
Afghanistan ·
Australië ·
Bahrein ·
Bangladesh ·
Bhutan ·
Brunei ·
China ·
Equatoriaal-Guinea ·
Filipijnen ·
Guam ·
Guinee ·
Guyana ·
Hongkong ·
India ·
Indonesië ·
Irak ·
Iran ·
Japan ·
Jemen ·
Jordanië ·
Kirgizië ·
Koeweit ·
Laos ·
Libanon ·
Macau ·
Malediven ·
Maleisië ·
Mongolië ·
Myanmar ·
Nepal ·
Noord-Korea ·
Oezbekistan ·
Oost-Timor ·
Pakistan ·
Palestina ·
Qatar ·
Saoedi-Arabië ·
Singapore ·
Sri Lanka ·
Syrië ·
Tadzjikistan ·
Taiwan ·
Thailand ·
Turkmenistan ·
Vietnam ·
Zuid-Korea ·
Zuid-Vietnam